# Prêmio Bibi Ferreira 2015
A 3ª Edição da Cerimônia de Entrega dos Prêmios Bibi Ferreira ocorreu no dia 14 de outubro de 2015, no Theatro Municipal de São Paulo, na cidade de São Paulo.
Ao todo, 22 espetáculos concorreram em 18 categorias de perfomance e trabalho técnico musical. 

## Cerimônia
O período de elegibilidade se iniciou em 1 de julho de 2014 e se estendeu até 30 de junho de 2015, acompanhando produções de musicais. Em 10 de agosto foram anunciados os indicados às 18 categorias.
A cerimônia foi apresentada por Alessandra Maestrini.

## Indicados e vencedores[4]
| Melhor Musical | Melhor Musical Brasileiro |
| --- | --- |
| O Homem de La Mancha - Bilac, Vê Estrelas - Chaplin, o Musical - Mudança de Hábito - Urinal, o Musical | Bilac, Vê Estrelas - Se Eu Fosse Você, o Musical - Todos os Musicais de Chico Buarque em 90 Minutos |
| Melhor Versão em Musicais | Melhor Direção em Musicais |
| Mudança de Hábito – Bianca Tadini e Luciano Andrey - Chaplin, o Musical - Miguel Falabella - Urinal, o Musical - Zé Henrique de Paula e Fernanda Maia                                                                      | Miguel Falabella – O Homem de La Mancha - Mariano Detry - Chaplin, o Musical - Zé Henrique de Paula - Urinal, o Musical                                                                                                   |
| Melhor Ator | Melhor Atriz |
| Emilio Dantas – Cazuza - Pro Dia Nascer Feliz, o Musical - André Dias - Bilac, Vê Estrelas - Cleto Baccic - O Homem de La Mancha - Jarbas Homem de Mello - Chaplin, o Musical - Stepan Nercessian - Chacrinha, O Musical   | Bruna Guerin – Urinal, o Musical - Cláudia Netto - Se Eu Fosse Você, o Musical - Karin Hils - Mudança de Hábito - Liane Maya - As Damas de Pau - Sara Sarres - O Homem de La Mancha                                       |
| Ator Coadjuvante | Atriz Coadjuvante |
| Daniel Costa – Urinal, o Musical - Caike Luna - Bilac, Vê Estrelas - Fernando Eiras - O Grande Circo Místico - Thelmo Fernandes - S’Imbora – O Musical “A Historia de Wilson Simonal” - Thiago Machado - Mudança de Hábito | Adriana Quadros – Mudança de Hábito - Evelyn Castro e Juliane Bodini - Cássia Eller, o Musical - Fafy Siqueira - Se Eu Fosse Você, o Musical - Giulia Nadruz - Chaplin, o Musical - Luciana Ramanzini - Urinal, o Musical |
| Revelação em Musicais | Direção Musical |
| Ana Luiza Ferreira – Mudança de Hábito - Eduardo Landim - Ópera do Malandro - Tacy de Campos - Cássia Eller, o Musical | Carlos Bauzys – O Homem de La Mancha - Claudio Botelho - Todos os Musicais de Chico Buarque em 90 Minutos - Fernanda Maia - Urinal, o Musical                                                                             |
| Melhor Cenografia | Melhor Figurino |
| Chaplin, o Musical – Matt Kinley - O Homem de La Mancha - Matt Kinley - Se Eu Fosse Você, o Musical - Chris Aizner | O Homem de La Mancha – Claudio Tovar - Chaplin, o Musical - Fábio Namatame - Urinal, o Musical - Zé Henrique de Paula |
| Melhor Roteiro Original | Melhor Letra e Música |
| O Grande Circo Místico – Alessandro Toller e Newton Moreno - Bilac, Vê Estrelas - Heloísa Seixas e Julia Romeu - Se Eu Fosse Você, o Musical - Flávio Marinho                                                              | Bilac, Vê Estrelas – Nei Lopes - As Damas de Pau - Thiago Gimenes |
| Melhor Coreografia | Melhor Arranjo Original |
| O Homem de La Mancha – Katia Barros - Chacrinha, O Musical - Alonso Barros - O Grande Circo Místico - Tania Nardini | Todos os Musicais de Chico Buarque em 90 Minutos – Thiago Trajano e Jules Vandystadt - Miranda por Miranda - Tim Rescala - Ópera do Malandro - Beto Lemos                                                                 |
| Melhor Desenho de Luz | Melhor Desenho de Som |
| O Homem de La Mancha – Drika Matheus - Ópera do Malandro - César Ramires - Todos os Musicais de Chico Buarque em 90 minutos - Paulo Cesar Medeiros                                                                         | Todos os Musicais de Chico Buarque em 90 minutos – Marcelo Claret - O Homem de La Mancha - Gabriel D'Ângelo - S’imbora – O Musical “A Historia de Wilson Simonal” - Marcelo Claret                                        |

- Voto Popular: O Homem de La Mancha

## Resumo
Lista de espetáculos com mais de uma indicação:
| Programa                                            | Indicações | Vitórias |
| --------------------------------------------------- | ---------- | -------- |
| O Homem de La Mancha                                | 10         | 6        |
| Urinal, o Musical                                   | 8          | 2        |
| Chaplin, o Musical                                  | 7          | 1        |
| Mudança de Hábito                                   | 6          | 3        |
| Bilac, Vê Estrelas                                  | 6          | 2        |
| Todos os Musicais de Chico Buarque em 90 Minutos    | 5          | 2        |
| Se Eu Fosse Você, o Musical                         | 5          | 0        |
| O Grande Circo Místico                              | 3          | 1        |
| Ópera do Malandro                                   | 3          | 0        |
| As Damas de Pau                                     | 2          | 0        |
| Cássia Eller, o Musical                             | 2          | 0        |
| Chacrinha, O Musical                                | 2          | 0        |
| S’imbora – O Musical “A Historia de Wilson Simonal” | 2          | 0        |